# Hospital zum Heiligen Geist (Gudensberg)

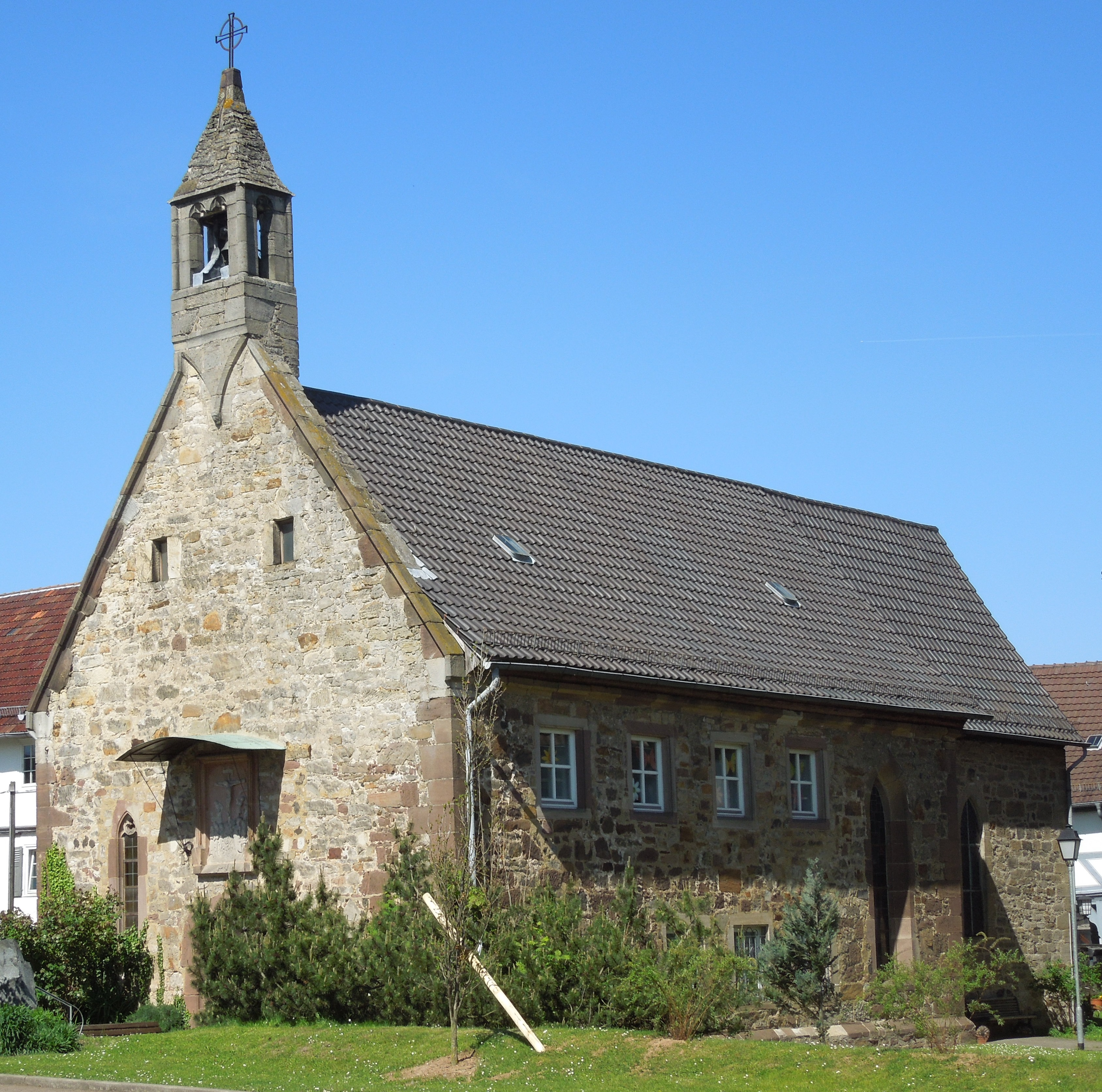
Die Hospitalkapelle, das ursprüngliche Hospitalgebäude (2015)

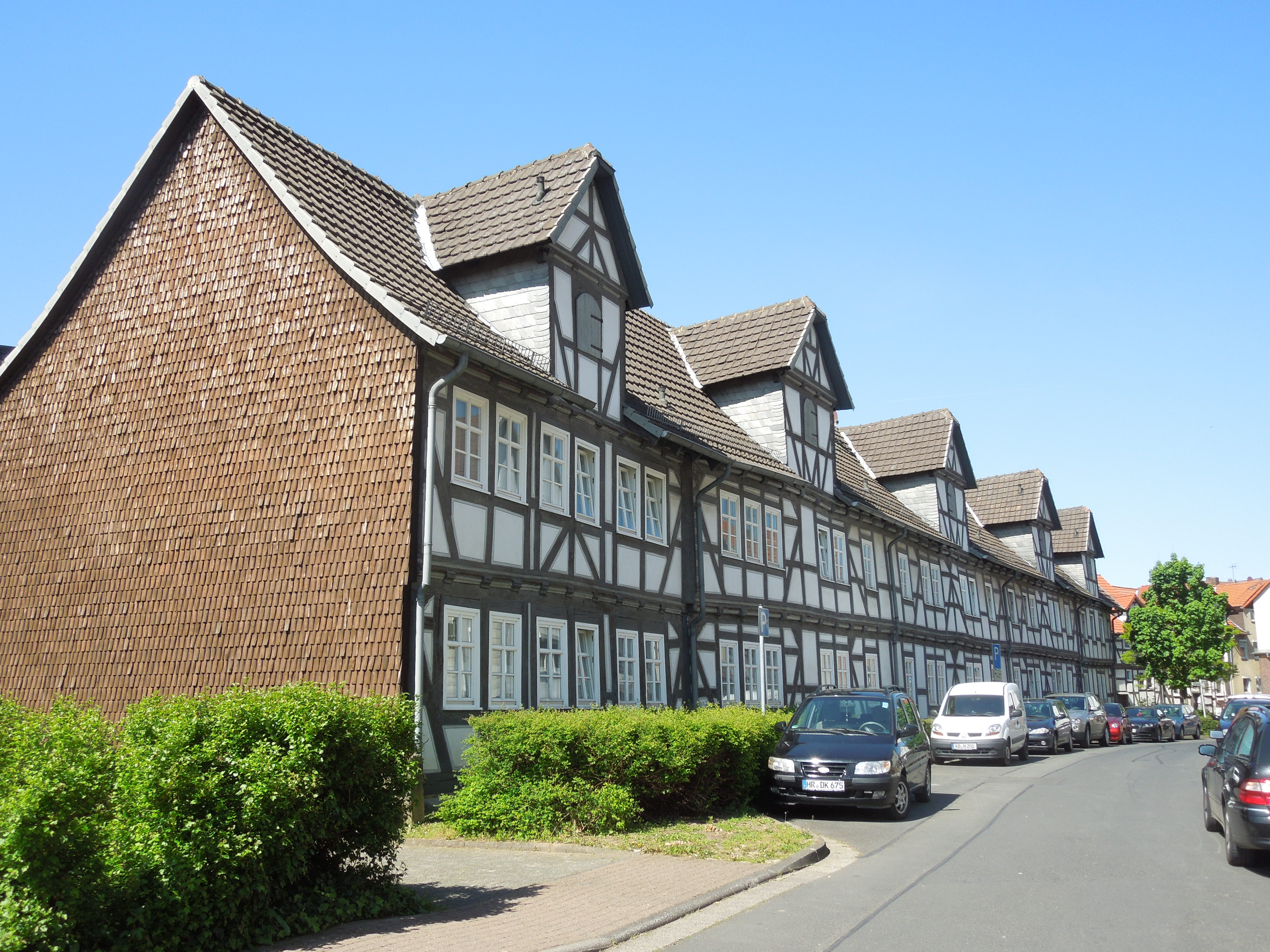
Das ehemalige Hospital und Altenheim im Jahre 2015

Das Hospital zum Heiligen Geist in Gudensberg im nordhessischen Schwalm-Eder-Kreis war ein im 14. Jahrhundert gegründetes Hospiz für Kranke und Sieche. Das Gebäude ist erhalten und befindet sich in der Kernstadt von Gudensberg zwischen der Fritzlarer Straße, dem Schwimmbadweg und dem dortigen, 2005 eingerichteten Verkehrskreisel. Die Hospitalkirche, im Volksmund „Spittel“ genannt, zählt mit der 1271 geweihten Stadtkirche „St. Margarethen“ zu den ältesten Gebäuden der Stadt.

## Heutige Nutzung
Das ursprüngliche Gebäude, in dem sich auch die Hospitalskapelle befand, wird noch immer von der evangelischen Kirchengemeinde als Kirche und als Gemeindehaus genutzt, während die im 17. und 18. Jahrhundert errichteten Erweiterungsbauten heute, nach Renovierung und Umbau 1981, zehn unterschiedlich große Mietwohnungen für ältere und sozial schwache Personen enthalten.
Trägerin der Einrichtung ist weiterhin die Hospitalstiftung. Ihr Vorstand besteht aus vier Mitgliedern: dem evangelischen Pfarrer (als Vorsitzenden) und dem Bürgermeister, beide kraft Amtes, sowie zwei Einwohnern der Stadt, die vom Magistrat für jeweils vier Jahre (die Dauer der Wahlzeit der Stadtverordnetenversammlung) berufen werden. Die Aufsicht übt der Regierungspräsident in Kassel aus.

## Geschichte
Die Stiftung des Hospitals und der Kapelle erfolgte im Jahre 1365 oder kurz zuvor durch den Gudensberger Burgmann Hermann von Elben und dessen Ehefrau Else. Diese Stiftung, ihre Besitz- und Einkommensgrundlage, ihre Organisation und Aufgabe und andere Einzelheiten wurden dann am 10. Mai 1365 durch den Gudensberger Burgvogt Ekkebrecht von Grifte und den Kleriker Johann Wiese, der zum Pfarrer an der Hospitalkapelle berufen wurde, und mit Einverständnis der beiden Stifter und der Gudensberger Burgmannen und Schöffen verbindlich geregelt. So sollte das Spital sechs Plätze für Sieche und ebenso viele für Kranke unterhalten, und der Hospitalpfarrer, dem eine Hofreite in der Stadt eingeräumt wurde, sollte täglich die Messe halten.
Der erste, aus Bruchstein ausgeführte, zweigeschossige Bau unweit des Untertors außerhalb der Stadtmauer an der Straße nach Fritzlar wurde noch im gleichen Jahr begonnen und wohl auch fertiggestellt. Er enthielt Hospiz und Kapelle unter einem Dach. Der westliche Teil war eine beide Geschosse umfassende, dem Heiligen Kreuz geweihte Kapelle mit einem kleinen Dachreiter als Glockentürmchen. Über dem Eingang an der Westfassade befindet sich ein spätgotisches vielfiguriges Steinrelief des Kruzifixes aus dem frühen 15. Jahrhundert. Der Altar wurde dem Heiligen Geist, dem Heiligen Kreuz sowie den Heiligen Maria, Elisabeth und Sigismund geweiht. Der östliche Teil des Baus enthielt im Obergeschoss den Schlafsaal mit sechs Betten für Aussätzige, die durch eine Öffnung in der Innenwand den täglichen Gottesdienst miterleben konnten. Im Erdgeschoss befand sich der Raum mit ebenfalls sechs Betten für andere Kranke. Die Lage des Spitals an der Landstraße nach Fritzlar ermöglichte es den Insassen, über einen Drehteller in der Nordwand des Gebäudes Almosen von Vorbeigehenden zu empfangen.
Auf Betreiben späterer Hospitalpriester erhielt die Kapelle sehr bald zwei weitere Altäre, den letzten im Jahre 1414, finanziert durch die Priester selbst und durch Seelenheil-Spenden Gudensberger Einwohner. Wandnischen im quadratischen, von einem Sterngewölbe überdeckten Raum der Kapelle erinnern heute an die Lage dieser Altäre.
Im Jahre 1441, wie dendrochronologische Untersuchungen der Holzbalken erwiesen, wurde der Spitaltrakt nach Osten hin auf etwa doppelte Größe erweitert.

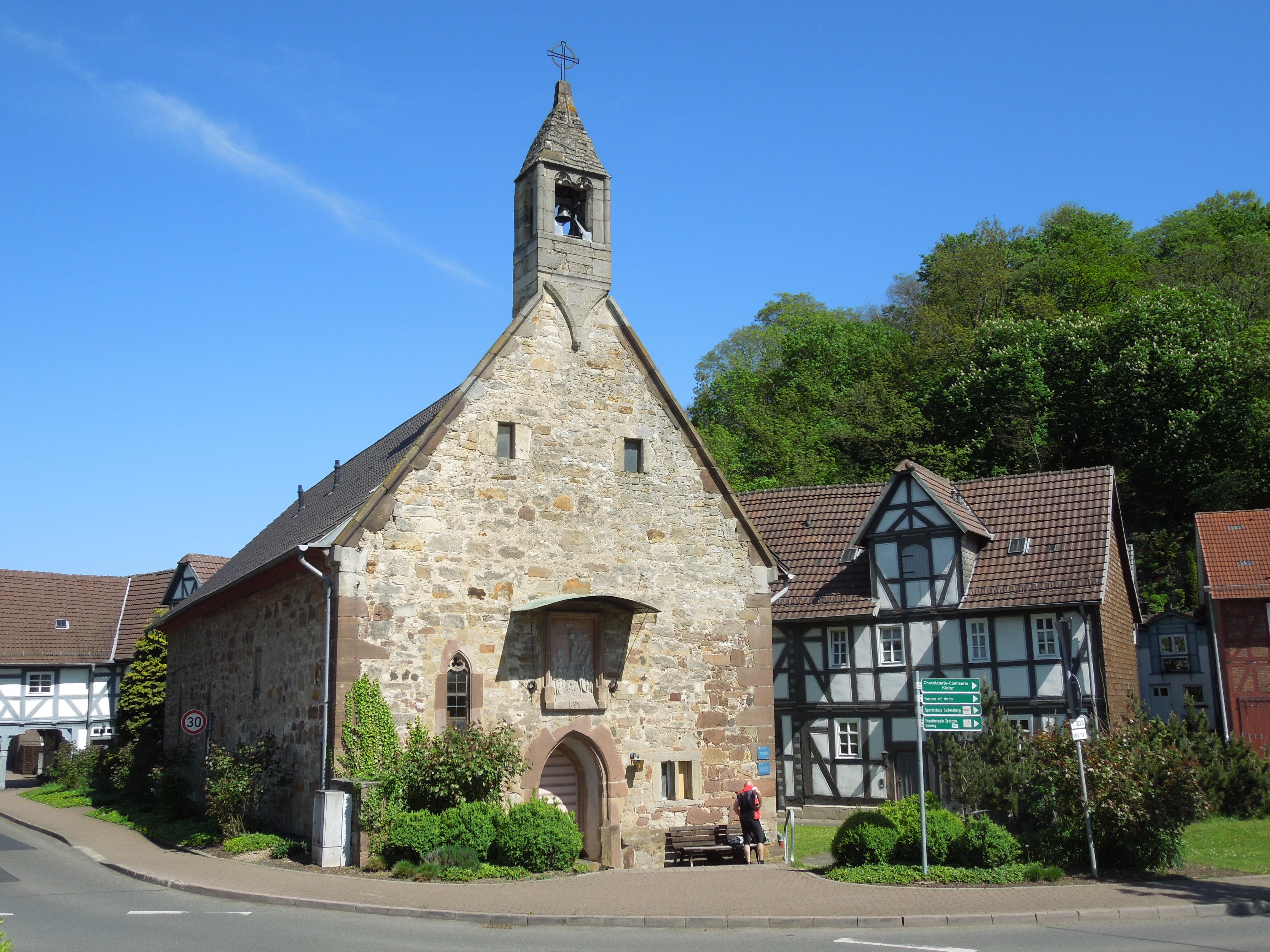
Die Kapelle; rechts und links Teile der im 18. Jahrhundert errichteten Hospitalbauten

Nach der Einführung der Reformation in der Landgrafschaft Hessen 1526 wurde die Kapelle profaniert, blieb aber im Grundbestand erhalten. Im Dezember 1531 wurde das Hospital von der landgräflichen Kommission, der u. a. der Theologe Adam Krafft und der Verwaltungsfachmann Heinz von Lüder angehörten und die in den Jahren 1525 bis 1531 eine Visitation aller hessischer Klöster, Hospitäler und Krankenstifte durchführte, visitiert und dann neu organisiert. Es bestand danach unter städtischer und kirchlicher Aufsicht fort, musste nun aber nicht nur Kranke, sondern auch die Armen der Stadt aufnehmen. Die eigentliche Verfassung erhielt das Hospital dann im Jahre 1542; sie gilt im Prinzip bis heute.
Im Laufe der Jahrhunderte war das Hospital Empfänger zahlreicher Stiftungen und Schenkungen, und dies, gepaart mit wachsendem Bedarf an Platz, führte schließlich zum Bau vergleichsweise erheblicher Erweiterungen. Bereits in den Jahren 1593 bis 1596 wurde ein zweites Gebäude errichtet, um der Verpflichtung zur Sorge für die Armen der Stadt nachkommen zu können. Im Jahre 1692 wurde dieser Bau durch den Neubau eines Altersversorgungsheims ersetzt, drei kleine nebeneinandergereihte, gleichförmige zweigeschossige Fachwerkhäuser mit Zwerchhäusern im Dachgeschoss sowohl zur Straße als auch zur Hofseite. 1737 entstand am Ostende ein im gleichen Stil gehaltener Verlängerungsbau mit rechtwinkliger Erweiterung nach Norden, und 1777 wurde im Westen ein weiteres Fachwerkhaus im gleichen Stil angebaut. Bis zum Ende des Ersten Weltkriegs hatten die Bewohner des Altenheims neben freier Wohnung auch Anspruch auf Brennholz und etwas Bargeld. Zusätzlich konnte jeder ein Stück der Hospitalsgärten, gelegen zwischen der heutigen Breslauer Straße und dem Schloßberg und an der Fritzlarer Straße, selbst bewirtschaften.
Der ursprüngliche Bau mit der einstigen Hospitalkapelle wurde lange Zeit von der evangelischen Kirchengemeinde als Jugendbegegnungsstätte genutzt, während der Renovierung der Stadtkirche auch als Gottesdienstraum. Von 1977 bis 2014 durfte der 1956 gegründete Bläser-Chor „Die Original Chattengauer“ die Räumlichkeiten als Vereinsheim und Übungsraum nutzen. Im Jahre 2004 wurden die Räume so restauriert, dass ihr historisches Aussehen wieder in den Vordergrund rückte. 2012 wurde auch die eigentliche Kapelle aufwändig renoviert. Die evangelische Kirchengemeinde nutzt dieses Gotteshaus gerne, da es auf Grund seiner Lage auch für ältere Menschen gut zu erreichen ist und für Gottesdienste zu Familienfesten einen besonderen Rahmen bietet.